# Auto da Sibila Cassandra
Auto da Sibila Cassandra (em castelhano: "Auto de la Sibila Casandra") é uma peça teatral de temática religiosa, em castelhano do dramaturgo português Gil Vicente.

## História
Foi representada pela primeira vez no Mosteiro de Xabregas nas matinas do Natal à rainha viúva D. Leonor, provavelmente em 1503 ou 1513, embora a Compilação não dê nenhuma indicação sobre a data.

## Enredo

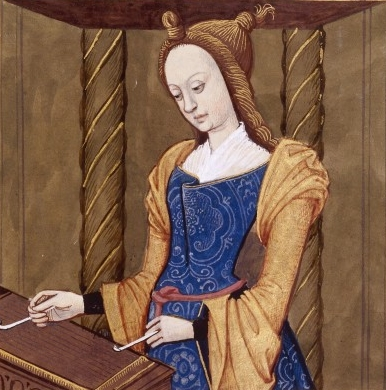
Cassandra (séc. XV-XVI) na Biblioteca Nacional de França.

Segundo as próprias palavras do autor, o auto trata "da presunção da Sibila Cassandra, que como por espírito profético soubesse o mistério da Encarnação, presumiu que ela era a virgem de quem o Senhor havia de nascer. E com esta opinião nunca quis casar." Ou seja, ao saber da profecia do nascimento de Jesus, quis manter-se solteira e virgem na esperança de ser a Mãe de Deus. Esta peça tem sido destacada como uma das primeiras obras a desenvolver temas relativos à emancipação feminina.

### Personagens
Por ordem de entrada:
- Cassandra (no original, Casandra), sibila (em figura de pastora)
- Salamão (no original, Salamão), pastor
- Ciméria (no original, Cimerya), sibila (à maneira de lavradora)
- Peresica (no original, Peresica), sibila (à maneira de lavradora)
- Eruteia (no original, Eruthea), sibila (à maneira de lavradora)
- Abraão (no original, Abraham), profeta (à maneira de lavrador)
- Moisém (no original, Moysem), profeta (à maneira de lavrador)
- Isaías (no original, Esaias), profeta (à maneira de lavrador)
- Quatro anjos, cantores

## Música
Como acontece com a generalidade dos autos vicentinos, várias composições musicais seriam interpretadas durante o "Auto da Sibila Cassandra". Uma das cantigas possui a indicação de ter sido "feita e ensoada pelo autor", ou seja, tanto a poesia como a melodia eram da autoria de Gil Vicente, o que constitui um dos raros comprovativos da atividade deste como compositor além de poeta e dramaturgo. Uma outra é indicada como uma folia, sendo uma das primeiras vezes que este importante género musico-coreográfico que se espalhará por toda a Europa é referido em fontes escritas.
Tragicamente, nenhuma das melodias originais foram preservadas; contudo, vários compositores contemporâneos escreveram música para os versos.
| Personagens                      | Composição                                    | Compositores |
| -------------------------------- | --------------------------------------------- | --- |
| Cassandra                        | "Dizen que me case yo"                        | Possivelmente cantada com mesma melodia que "No quiero ser monja, no" no Cancioneiro de Palácio                                |
| Salamão, Isaías, Moisém e Abraão | Folia: "Sañosa estaa la niña"                 | Tradução para alemão por Emanuel Geibel, musicada por Robert Schumann                                                          |
| Quatro anjos                     | Embalo: "Ro ro ro / nuestro Dios y redemptor" | Joaquín Nin-Culmell |
| Todos                            | "Muy graciosa es la donzella"                 | Frederico de Freitas; Isidro Maiztegui; Joaquín Rodrigo; Tradução para alemão por Emanuel Geibel, musicada por Robert Schumann |
| Todos                            | "A la guerra / cavalleros esforçados"         | |